# Veronica Garștea
Veronica Garștea (n. 9 martie 1927, Hulboaca, Județul Orhei – d. 16 iulie 2012, Chișinău) a fost o dirijoare și pedagogă din Republica Moldova, Artistă a Poporului a URSS (1987), laureată a Premiului de Stat al RSSM, Cavaler al Ordinului Republicii.
Ea a fost prima femeie dirijor din Republica Moldova.

## Biografie
Veronica Garștea s-a născut pe 9 martie 1927, în satul Hulboaca, Județul Orhei, Basarabia, Regatul României.
În 1948 a intrat la studii la școala muzicală din Chișinău (astăzi Colegiul de Muzică „Ștefan Neaga”). L-a absolvit cu eminență și a fost admisă fără examene la Conservatorul din Chișinău (azi Academia de Muzică, Teatru și Arte Plastice). După absolvirea conservatorului în 1957, a făcut stagiul timp de un an la Moscova, sub conducerea lui Aleksandr Vasilievici Sveșnikov. 
În 1957 s-a întors în Moldova împreună cu Vladimir Minin, care a devenit conducătorul Capelei Corale „Doina” a Filarmonicii Naționale „Serghei Lunchevici”. Din anul 1957 ea activează în calitate de conducător de cor, iar din 1963 (după plecarea lui V.N. Minin) este condcător artistic și dirijor principal al capelei, unde a activat timp de peste 50 de ani.
Împreună cu capela a mers în turnee prin orașele Uniunii Sovietice și peste hotare: în Franța, Italia, Spania, Cehoslovacia, Israel ș.a.
Ulterior a activat și ca profesor la Academia de Muzică „Gavriil Musicescu” din Chișinău (azi Academia de Muzică, Teatru și Arte Plastice). Printre studenții săi se numără și artistul emerit al Republicii Moldova, Anatolie Jar, actualul dirijor al Capelei Corale „Doina”.
Veronica Garștea a murit pe 16 iulie 2012, în Chișinău, la vârsta de 84 de ani, în urma unui atac de cord. A fost înmormântată la Cimitirul Central din Chișinău (Cimitirul Armenesc).

## Distincții și decorații
- Artist al Poporului al RSSM (1967)[9]
- Artist al Poporului al URSS (1987)
- Premiul de Stat al RSSM (1974)
- Ordinul Republicii.